# تشيستر تومسون
تشيستر تومسون (بالإنجليزية: Chester Thompson)‏ (و. 1948  م) هو طبال، وعازف جاز، وعازف أرغن أمريكي، ولد في بالتيمور، يعزف على طقم الطبول وأورغن هاموند، وهو عضوٌ في جينيسيس.

## وصلات خارجية
- تشيستر تومسون على موقع IMDb (الإنجليزية)
- تشيستر تومسون على موقع ميوزك برينز (الإنجليزية)
- تشيستر تومسون على موقع أول ميوزيك (الإنجليزية)
- تشيستر تومسون على موقع ديسكوغز (الإنجليزية)
- تشيستر تومسون على موقع قاعدة بيانات الفيلم (الإنجليزية)
- تشيستر تومسون في قاعدة بيانات الأفلام على الإنترنت